# Kon-tiki (estatua)

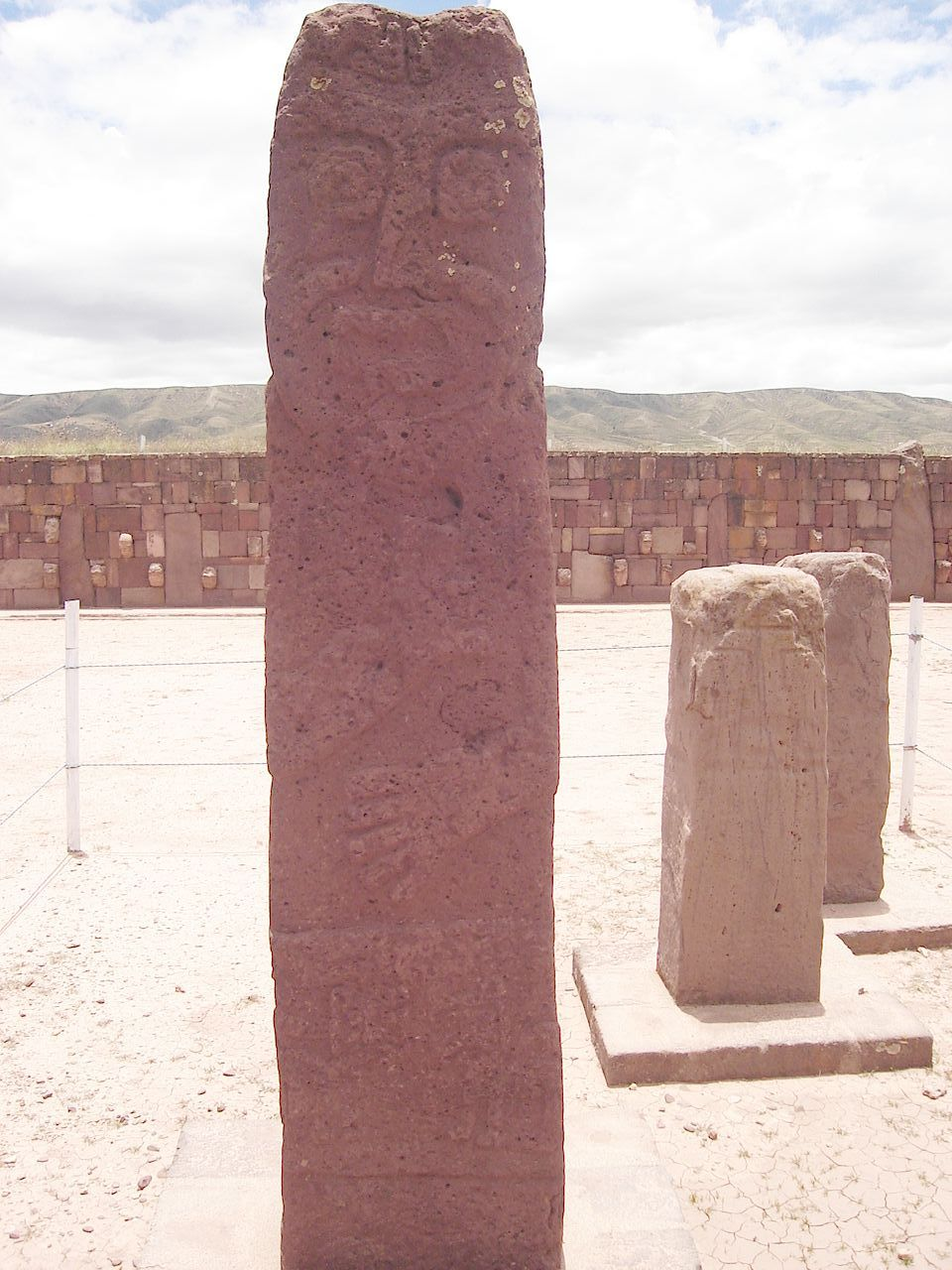
Monolito Kon-tiki de Tiwanaku

El monolito Kon-tiki (también escrito Kon-Tiki, Kontiki y Kon Tiki), también llamado Barbado, es una escultura antropomorfa de la ciudad ceremonial de Tiwanaku, en el departamento de La Paz, Bolivia. Está situada en el templete semisubterráneo del recinto arqueológico.

## Etimología
Kon-tiki parece ser un antiguo nombre del dios Huiracocha, más específicamente relacionada al nombre en quechua "Apu Qun Tiqsi Wiraqucha Pachaq Yachakchi".